# Верхотурский разряд
Верхоту́рский разря́д — административно-территориальное образование в Сибири.
Образован в 1687 году путём выделения из Тобольского разряда.
В состав вошли следующие города-уезды: Верхотурский, Пелымский, Туринский.
В 1693 году ликвидирован. Территория вновь вошла в состав Тобольского разряда.